# Керн, Сергей Николаевич
Сергей Николаевич Керн (1897 — не ранее 1936) — участник Белого движения на Юге России, капитан 2-го Марковского полка.

## Биография
Из мещан города Луги. Уроженец Санкт-Петербургской губернии. Окончил Бахмутское духовное училище.
С началом Первой мировой войны — унтер-офицер 25-го пехотного запасного полка. По окончании 5-й Московской школы прапорщиков 4 июня 1916 года был произведен в прапорщики (производство утверждено Высочайшим приказом от 28 июля 1916 года). Состоял в 239-м пехотном Константиноградском полку. Произведен в подпоручики 9 февраля 1917 года.
С началом Гражданской войны вступил в Добровольческую армию, с ноября 1918 года — в 7-й роте 1-го Офицерского (Марковского) полка. Был ранен 18 ноября 1918 года под Кононовкой. Во ВСЮР и Русской армии — во 2-м Марковском полку до эвакуации Крыма. Произведен в штабс-капитаны 28 мая 1920 года, в капитаны — 29 мая того же года. В октябре 1920 — начальник команды разведчиков 2-го Марковского полка. Был награждён орденом Св. Николая Чудотворца. На 18 декабря 1920 года — в составе Марковского полка в Галлиполи. 
В 1923 году сыграл важную роль при подавлении Сентябрьского восстания в Болгарии, командуя взводом марковцев в городе Враца, где двое суток отражал атаки повстанцев. Осенью 1925 года — в составе Марковского полка во Франции. В 1929 году, по предложению генерала И. Т. Беляева, прибыл в Парагвай с группой белых офицеров под командой полковника Леша. Был зачислен в парагвайскую армию капитаном Генерального штаба, во время Чакской войны занимался войсковой разведкой, был командиром 16-го пехотного полка «Маршал Лопес». Произведен в полковники. Судьба после 1936 года неизвестна.